# Hausen (Wüstung, Poxdorf)

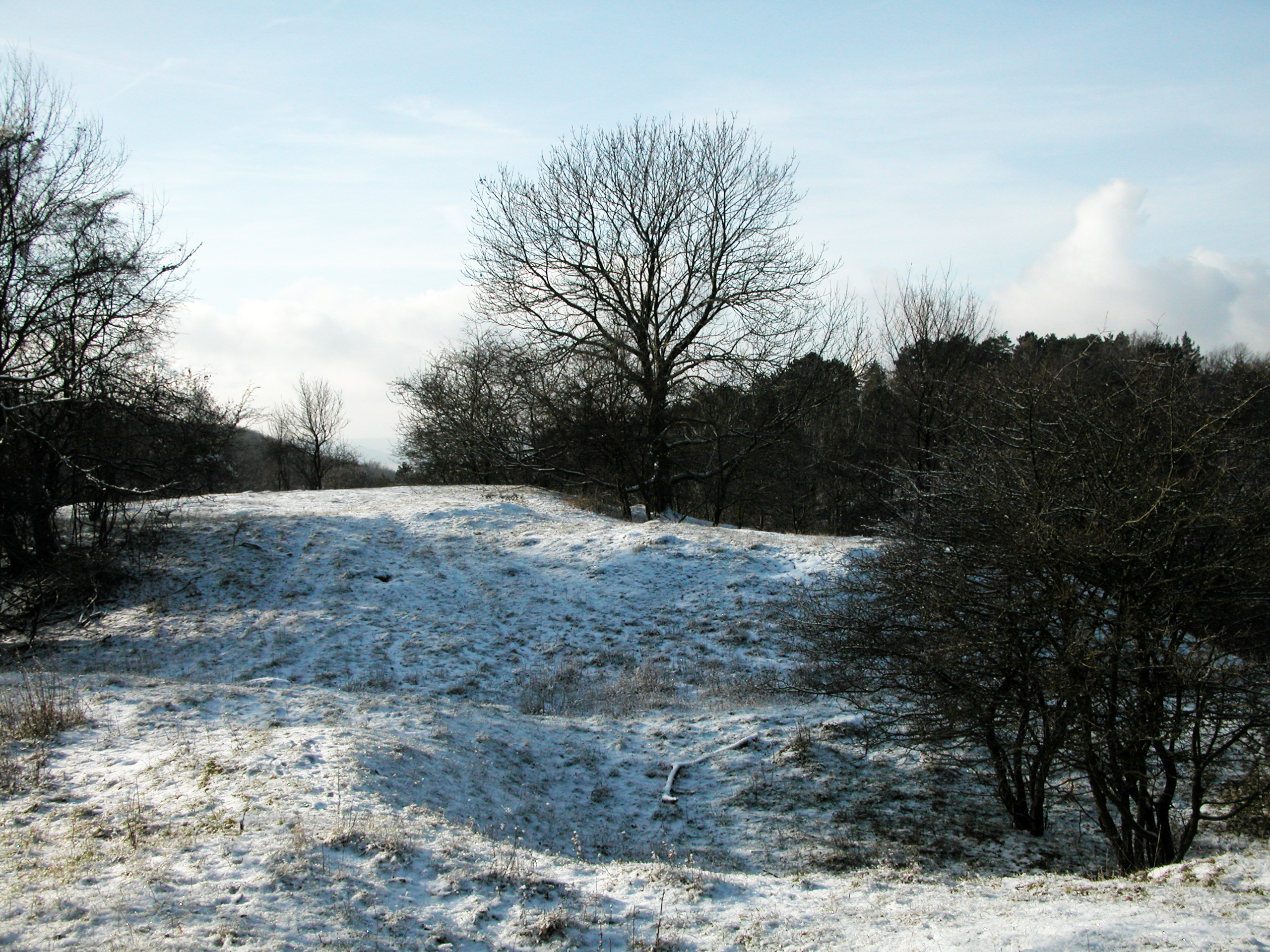
Die Wüstung Hausen im Januar 2004

Hausen (ⓘ) ist eine Wüstung in der Gemarkung der Gemeinde Poxdorf im Saale-Holzland-Kreis in Thüringen.

## Lage
Sowohl die Burg Hausen als auch deren Vorwerk Hausen sind Wüstungen. Die Stelle der wüsten Burg Hausen ist als Bodendenkmal eingestuft. Sie ist noch gut im Gelände nachweisbar. Das östlich einst vorgelagerte Dorf ist eine Wüstung, die sich nordwestlich des Ortsteils Hohendorf der Stadt Bürgel und am östlichen Rand des Tautenburger Waldes befindet.

## Geschichte
Urkundlich wurde im 12. Jahrhundert von dieser befestigten Ansiedlung mit Dorf berichtet. Der Sächsische Bruderkrieg im 15. Jahrhundert war Grund zur Zerstörung des Dorfes und der Burg.